# آنجوما فالیاریوو
آنجوما فالیاریوو (به لاتین: Anjoma Faliarivo) یک منطقهٔ مسکونی در ماداگاسکار است که در آنالامانگا واقع شده‌است. آنجوما فالیاریوو ۶٬۹۶۵ نفر جمعیت دارد و ۱٬۴۴۲ متر بالاتر از سطح دریا واقع شده‌است.